# Capella del Roser del Col·legi del Roser
La Capella del Roser del Col·legi del Roser és la capella del Col·legi del Roser, situada al municipi de Sant Julià de Vilatorta (Osona). És una obra inclosa en l'Inventari del Patrimoni Arquitectònic de Catalunya.

## Descripció
És un edifici religiós, una capella annexionada a la part dreta del col·legi. La capella és de nau única, segueix l'estètica neogòtica, sense trencar la línea modernista de l'edifici que l'acompanya. La façana presenta una portalada de forma ogival amb relleus de pedra. Al timpà hi trobem un baix relleu de guix, al damunt hi ha una rosassa amb vitralls i a la part de l'absis també s'hi obren òculs. Les parets laterals i l'absis són sostingudes per contraforts i la coberta està culminada amb pinacles. El material constructiu bàsic és la pedra sense polir. Accessoris: guix, pedra tallada, vitralls, etc.

## Història
La història de la capella va unida a la del col·legi d'orfes, fundat per Josep Puig i Cunyet, que es construí el 1897. La construcció d'aquesta s'inicià més tard i fou inaugurada el 1904 amb l'assistència del bisbe de Vic Torres i Bages.